# CIB Bank
A CIB Bank magyarországi kereskedelmi bank, az Intesa Sanpaolo Csoport leányvállalata. Szilárd anyabanki háttérrel és közel fél évszázados tapasztalattal univerzális hitelintézetként a kereskedelmi banki és befektetési szolgáltatások teljes körét nyújtja, amelyet leányvállalatai (CIB Lízing, CIB Alkusz, CIB Rent és a Recovery) termékei, konstrukciói egészítenek ki. A CIB Bank 2023 decemberi adatok alapján mintegy 455 ezer ügyfelének áll rendelkezésére országos lefedettségű fiókhálózatával. A CIB Bank szolgáltatásai társas vállalkozások, intézmények, önkormányzatok és egyéni vállalkozók, valamint lakossági ügyfelek számára egyaránt elérhetők.

## Története

### A kezdetek
1979. november 9-én jött létre a CIB Bank alapító elődje, a Közép-európai Nemzetközi Bank (Central-European International Bank), amely akkor még dolláralapon működő devizabankként működött, tulajdonosai pedig a Magyar Nemzeti Bank mellett vezető európai és japán bankházak voltak. Mivel a bank hazai ügyfelei egyre inkább igényelték a forintműveleteket is, és a kétszintű bankrendszer megteremtése lehetőséget is adott egy belföldi bank megalapítására, 1988-ban létrejött a CIB Hungária Bank Rt. Ezzel a CIB palettája hazai, forintban igénybe vehető kereskedelmi banki szolgáltatásokkal egészült ki. A két szervezet 1998. január 1-jével egyesült CIB Közép-európai Nemzetközi Bank néven.
A 2001. elején létrehozott CIB Biztosítási Alkusz Kft. elsősorban lízingtevékenységhez kapcsolódóan, de ezen túlmenően az egész CIB Csoport számára végzi tevékenységét.
A CIB Értékpapír Rt. a CIB Bank befektetési vállalkozása. Jogelődje, a CIB Bróker Kft. 1992 decemberében alakult a CIB Hungária Bank Rt. 100%-os tulajdonú érdekeltségeként.
A csoport folyamatosan változott és alkalmazkodott a piaci körülményekhez és az ügyfél igényeihez. Szervezeti átalakítások és tulajdoni változások révén próbálták növelni a hatékonyságot és javítani a szolgáltatások minőségét.
A fiókhálózat folyamatos bővítése is kiemelkedő volt a csoport történetében. Az évek során számos új fiók nyílt az országban, ami segítette a csoport terjeszkedését és a közvetlen kapcsolattartást az ügyfelekkel. Jelenleg összesen 60 bankfiókkal rendelkezik Magyarországon.
A csoport 2009-ben és 2010-ben stratégiai lépéseket tett az ügyfélszolgálat minőségének javítása és a versenyképesség növelése érdekében. Ez a folyamat egy átfogóbb átalakulási programba illeszkedett, amely az intézmény és szolgáltatások átfogó korszerűsítését tűzte ki célul.
Mindezek összességében azt mutatják, hogy a CIB Csoport aktívan törekedett a fenntartható növekedésre és a versenyképesség megerősítésére az ügyfelek számára kínált széleskörű pénzügyi szolgáltatások terén.

### Nemzetközi háttér
1997-ben az MNB értékesítette tulajdoni hányadát a bankban, amelyet az alapító részvényesek egyike, az olasz Banca Commerciale Italiana Csoport vásárolt meg több más részvénycsomaggal együtt. A későbbi felvásárlásokat, fúziókat és tulajdonos-változásokat követően, 2007 januárjában a CIB akkori anyabankja, a Banca Intesa és a harmadik legnagyobb olasz bank, a Sanpaolo IMI fúziója révén – Intesa Sanpaolo S.p.A. néven – létrejött Olaszország legnagyobb bankcsoportja. Az anyaintézmények példáját követve, 2008. január 1-jével a CIB Bank és az Inter-Európa Bank is egyesítette erejét, CIB Bank Zrt. néven.
Az Intesa Sanpaolo -a CIB Bank anyavállalata- Európa egyik vezető bankcsoportja, amely elkötelezetten támogatja a tevékenysége által érintett országok gazdaságát: különösen Olaszországban, ahol példát mutat a fenntarthatóság, a társadalmi és kulturális felelősségvállalás terén. Az Intesa Sanpaolo Olaszországban minden üzletágában piacvezető, 13,5 millió ügyfelet szolgál ki.
A bankcsoport stratégiai jelentőségű nemzetközi jelenléte közel ezer bankfiókot és 7,2 millió ügyfelet foglal magában. Az Intesa Sanpaolo bankcsoport 2024-ben már 21,200 munkavállalóval, valamint 11 kereskedelmi banki tevékenységet végző nemzetközi leányvállalattal van jelen a közép-kelet európai, közel-keleti és észak-afrikai térség 12 országában. Emellett nagyvállalati ügyfelekre szakosodott központok, képviseletek, bankfiókok és bankok kiterjedt nemzetközi hálózatával rendelkezik 25 államban, különösen a Közel-Keleten és Észak-Afrikában, továbbá azokban a térségekben, ahol az olasz cégek a legaktívabbak: így az Egyesült Államokban, Brazíliában, Oroszországban, Indiában és Kínában.
A CIB Csoport a 2022-2025 közötti stratégiai ciklus második évét kiemelkedő eredményességgel és a piaci átlagot többszörösen meghaladó hitel- és betétállomány bővüléssel zárta. 2023 a CIB Csoport történetének egyik legsikeresebb éve volt. Mérlegfőösszege, hitelállománya, bevételei jelentősen nőttek, miközben a költségei az éves átlagos infláció alatt, fenntartható szinten maradtak és költséghatékonysága tovább javult úgy, hogy munkatársainak többkörös béremelést is tudott biztosítani. Az Intesa Sanpaolo Nemzetközi Leánybanki Divíziójának teljes körű támogatásával, a CIB Csoport tovább tudta növelni piaci részesedését stratégiailag kiemelt szegmensekben, bővült a digitális szolgáltatásai köre és az azokat igénybe vevő ügyfelek aránya. Mindezek eredményeként a költséghatékonyság a 2023-es évben is kiválóan alakult, és a 2023. üzleti évet 63,929 milliárd forint nyereséggel zárta, 77,1%-kal meghaladva a 2022. évi értéket. Mérlegfőösszege 3.315,812 milliárd forintot tett ki 2023 december végén, 7,2%-kal meghaladva a 2022. decemberi adatot.

### Digitális átállás
Az országos lefedettséget biztosító fiókhálózat mellett a CIB Bank innovatív digitális szolgáltatásai egyszerűsítik a banki ügyintézést és a mindennapi pénzügyeket. A 2016 óta elérhető CIB Bank Mobilalkalmazás indulása évében első helyezett lett a Mastercard év bankja versenyén Az év mobil- és online-banki eszköze kategóriában. A CIB Bank ügyfelei 2017-től teljesen online, akár 7 perc alatt igényelhetnek személyi kölcsönt az applikáción keresztül. 
A cib.hu honlappal egyidejűleg a CIB Bank Mobilalkalmazás is új funkciókkal bővült 2018-ban, így már mobilról is kezelhetőek a befektetések és betétlekötések, láthatók a biztosítások és elérhető a SEPA átutalás. A #withPAY segítségével telefonszám alapján utalhatunk bankon belül, a kisösszegű megtakarításokra pedig a #withSAVE ösztönöz.
2018 őszétől a bankkal még semmilyen kapcsolatban nem álló lakossági ügyfelek is kényelmesen, otthonról, a telefonjuk vagy a laptopjuk kamerájának és mikrofonjának segítségével, a CIB Bank honlapján keresztül nyithatnak bankszámlát, illetve igényelhetnek személyi kölcsönt. 2024 januárjától pedig már kis- és középvállalkozóként is lehetőséget ad a bank online számlanyitásra. Kényelmes, praktikus és teljesen papírmentes a folyamat.
2022-ben a CIB Csoport számára meghatározott négyéves növekedési stratégia alapján a bankcsoport célul tűzte ki, hogy ügyfelei elsődleges bankja legyen, valamint anyavállalatával, az Intesa Sanpaolo Bankcsoporttal közösen meghatározta a 2025-ig tartó időszak alapvető stratégiai irányait és célkitűzéseit. Ennek megfelelően minden ügyfélszegmenst kiszolgáló, univerzális pénzügyi szolgáltatóként hosszú távú és fenntarthatóan nyereséges működésre törekszik. A Csoport stratégiai célkitűzése, hogy teljesen digitalizálja tevékenységének back- és front-end műveleteit: ezáltal optimalizálja értékesítési csatornáit, ami pedig az üzleti volumen növekedését eredményezi.

### A stratégia az alábbi pillérekre épül
A digitalizáció kiterjesztése minden szegmensre, a jelenlegi digitális megoldások kiaknázása és új teljeskörű digitális szolgáltatások kidolgozása
Dinamikus növekedés a hitelezésben és a díj-bevételt eredményező szolgáltatások kiemelt felfuttatása, hangsúlyt fektetve az ESG-kezdeményezésekre
Kollégáink motivációjának és elkötelezettségének növelése, a folyamatok egyszerűsítése és a „new way of working” optimalizálása révén
A hitel gépezetünk erősítése növekedésünk támogatása érdekében a hitelminőség megőrzése mellett.
Az IT architektúra korszerűsítése és stabilizálása, az ügyfélélmény javítása és az informatikai üzemeltetési költségek optimalizálása érdekében.
Célkitűzéseinket a fenntartható fejlődés és felelős működés figyelembevételével és megvalósításával kívánjuk elérni.

### Értékek
A CIB Bank célkitűzéseit a fenntartható fejlődés és felelős működés figyelembevételével és megvalósításával kívánja elérni. Működése alapját hét, fenntarthatóságot is támogató alapérték adja:
- Tisztesség: céljaikat tisztességesen, korrektül és felelősségteljesen kívánják elérni, teljes mértékben tiszteletben tartva a jogszabályi környezetet, a szakmai etikát és az általuk aláírt egyezményeket, szerződéseket.
- Kiválóság: a CIB célja a folyamatos fejlődés, az előrelátás, a kihívások előrejelzése, az innovációt szolgáló, mindenre kiterjedő kreativitás, miközben elismeri és megbecsüli az elért érdemeket is.
- Átláthatóság: az átláthatóság a tevékenységük, hirdetéseik és szerződéseik kiindulópontja, azért, hogy érintettjei számára biztosítani tudja a független és információkkal alátámasztott döntéshozatal lehetőségét.
- Az egyedi sajátosságok tiszteletben tartása: szándékuk az, hogy megfelelően hangolják össze a globális működést a helyi sajátosságokkal, s miközben átfogó vízióval rendelkeznek, soha ne tévesszék azokat szem elől.
- Egyenlő bánásmód: elkötelezettek a diszkrimináció minden formájának eltörlése, valamint a nem, a kor, az etnikai, vallási, politikai és szakszervezeti hovatartozás, a szexuális irányultság és a nyelv különbözőségeiből fakadó eltérések, valamint a fogyatékkal élők jogainak tiszteletben tartása mellett.
- Egyéni értékek: működésük alapelve az, hogy minden egyes ember értékes: az értő figyelem és a párbeszéd eszközét használják arra, hogy az érintettekkel való kapcsolataikat folyamatosan erősítsék.

- Az erőforrások felelősségteljes használata: erőforrásaikat körültekintően igyekeznek hasznosítani. E tekintetben olyan magatartást tartanak kívánatosnak, amely az erőforrások lehető legjobb hasznosítására, a pazarlás és a hivalkodás elkerülésére irányul.

## Elismerései
2013:
- Global Banking and Finance Review: Legjobb Magyar CSR Bank
- Magyar Adományozói Fórum: Társadalmi Befektetések Díj, Önkéntesség Különdíj

2014:                      
- Exim: Legdinamikusabban Fejlődő Banki Partner

2015:
- MasterCard Az év bankja:
  - Az év lakossági hitelterméke, 3. hely
  - Az év lakossági megtakarítási terméke, 3. hely
  - Az év legjobban kommunikáló bankja, 3. hely
- Az év ifjú bankára, 3. hely, Sziráki László (retail szegmensvezető)
- Effie: Szolgáltatások/Pénzügyi kommunikációs kampány, 3. hely
- Blochamps, Private Banking Hungary Üzletágfejlesztés, 3. hely
- Lollipop: speciális BTL megoldások: elektronikus számlakivonat, 1. hely

2016
- MasterCard Az év bankja:
  - Az év lakossági mobil- és online-banki eszköze, 1. hely
  - Az év lakossági számlacsomagja, 2. hely
  - Az év legrokonszenvesebb bankja, 3. hely
- Bankmonitor:
  - Az év legjobb biztonságos hitelterméke, 1. hely
  - A legjobb személyi kölcsön, 1. hely
  - B2B Award: 24 órás innovációs maraton - Egyéb kategória, 1. hely
  - Lollipop: 24 órás innovációs maraton - Rendezvényes megoldások kategória, 3. hely
  - Prizma Kreatív PR Díj: Antik ATM a Budapest 100 rendezvényen – Self-branding megoldások kategória, 3. hely

2017:
- MasterCard Az év bankja:
  - Az év lakossági hitelterméke, 1. hely
  - Az év lakossági megtakarítási terméke, 2. hely
  - Az év lakossági számlacsomagja, 3. hely
- Az év legjobb változásmenedzsment kampánya, arany – HRKOMM Award
- Az év legjobb kereskedelmi/szolgáltatási mobilfelülete, ezüst – Mediadesign Award
- Az év legjobb belső PR/belső kapcsolatok javítása megoldása, bronz – Kreatív B2B Award
- A legtöbb EXIM által refinanszírozott új ügyletet bonyolító hitelintézeti partner – EXIM Bank díj
- A legtöbb KKV ügyfelet finanszírozó hitelintézet – EXIM Bank díj
- Bankmonitor:
  - Legjobb prémium lakáshitel
  - Legjobb szabad felhasználású jelzáloghitel
  - Legjobb bankszámla

2018:
- MasterCard Az év bankja:
  - Az év lakossági hitelterméke: Előrelépő személyi kölcsön online igényléssel, 1. hely
  - Az év lakossági mobil- és online banki eszköze: CIB Mobilapplikáció. 3. hely
  - Az év lakossági számlacsomagja: ECO számla, 1. hely
  - Az év lakossági leginnovatívabb bankja, 3. hely
- A legtöbb KKV ügyletet finanszírozó hitelintézet - Eximbank
- Az év legjobb employer branding PR megoldása: CIB Gyerekszáj - Prizma PR Award
- Az év leghatékonyabb pénzügyi szolgáltatói kampánya: Előrelépő személyi kölcsön - Effie Award
- Az év legjobb márkázott influencer videója: Fifike megmentése: István Kovács a CIB Bank új, 7 perces hitelének nyomában - Online Video Award, ezüst
- Az év alacsony költségvetésű PR/kommunikációs kampánya : 7 perces hitel - Stevie Award, bronz
- Az év legjobb vállalati belső eseménye: CIB Ötlet Campus munkatársi hackathon - HRKOMM Award
- Az év legjobb belső PR/dolgozói programja: CIB Ötlet Campus munkatársi hackathon - B2B Award
- Urbán Zoltán-emlékdíj Tóth Attila, a CIB Bank vezető kereskedelem-finanszírozási tanácsadója részére - Eximbank

2019:
- Az év legjobb belső kommunikációs kampánya: Digital Galaxy, storytelling és gamifikáció a belső vállalati digitális átállás támogatására - Prizma PR Award, arany díj
- Az év legjobb egyéb event design megoldása: Hullám-Víz-Velence - RGB Kreatív Design Award, shortlist
- HR Best, UX – HR Technology kategória: Digital Galaxy a CIB Bankban - HR Best 2019, ezüst minősítés
- HR Best, Trendsetter HR kategória: Womentoring – HR Best shortlist
- Családbarát Vállalat 2019 cím
- Az év lakossági számlacsomagja: CIB ECO Bankszámla – Mastercard Év Bankja, 3. hely
- Az év 5. legsikeresebb kommunikációs megbízó vállalata: PR Toplista 2018
- Az év alacsony költségvetésű PR/kommunikációs kampánya: Gyerekszáj, kisfilm– Stevie Award, bronz
- HRKOMM Award:
  - Az év legjobb HR kommunikációs megoldása: CIB Spirit 2.0, digitális átállás és élményközpontú változásmenedzsment – HRKOMM Award, fődíj (grand prix)
  - Az év legjobb változásmenedzsment megoldása: CIB Spirit 2.0, digitális átállás és élményközpontú változásmenedzsment – HRKOMM Award, arany díj
  - Az év egyéb digitális HR kommunikációs megoldása: Digital Galaxy, online tudásplatform a digitális átállás támogatására – HRKOMM Award, ezüst díj
  - Az év innovatív digitális HR kommunikációs megoldása: Digital Galaxy, online tudásplatform a digitális átállás támogatására – HRKOMM Award, shortlist

2020:
- COVID-19 vírussal összefüggő PR-kommunikációs megoldások: CIB Koronázatlan hősök - Prizma PR Award, bronz díj
- MasterCard Az év bankja:
  - Az év bankja 2. hely – Mastercard – év bankja
  - Az év fenntartható bankja 3. hely – Mastercard – év bankja
  - Az év leginnovatívabb bankja 3. hely – Mastercard év bankja
- Családbarát Vállalat 2020 cím
- Facebook-központú tartalommarketing kategória: Petfluencerekkel az örökbefogadásért - Content+Marketing Awards, arany minősítés
- Tartalommarketing pénzügyi szolgáltatások kategóriában: Petfluencerekkel az örökbefogadásért - Content+Marketing Awards, ezüst minősítés
- Márka által létrehozott egyéb tartalmak a közösségi médiában: Petfluencerekkel az örökbefogadásért - Content+Marketing Awards, ezüst minősítés
- Az év 9. legsikeresebb kommunikációs megbízó vállalata - PR Toplista
- HRKOMM Award:
  - Az év változásmenedzsment megoldása: Fiókhálózat támogatása az első járványhullám idején - HRKOMM Award, arany
  - Az év legeredetibb HR eseménye: Ünnep a járványhullámok között - HRKOMM Award, arany
  - HR Fair Play – HRKOMM Award, különdíj
  - Az év HR kommunikációs válasza a járványhelyzetre – HRKOMM Award, különdíj
  - Az év környezettudatos munkahelye: Föld órája aktivitás - HRKOMM Award, shortlist

2021:
- MasterCard Az év bankja:
  - Az év Lakossági Ajánlata kategóriában a CIB Bank ECO termékcsalád, 1. hely
  - Az év UX Megoldása kategóriában  CIB Szelfi Számlanyitási folyamat 2. hely
- Tartalom marketing pénzügyi szolgáltatások kategóriában: Idősek online - Content+Marketing Awards, legjobb megoldás a kategóriában
- Szociális ügyek – Esélyegyenlőség, felelősségvállalás, adományozás, hátrányos helyzetű csoportok segítése – CIB Koronázatlan hősök – Doing Good: CSR Award, különdíj
- Az év 6. legsikeresebb kommunikációs megbízója - PR Toplista
- Business Superbrands 2021
- Az év kommunikációs vagy PR kampánya pénzügyi szolgáltatások kategóriában: Petfluencerek az örökbefogadásért kampány – Stevie Awards, ezüst díj
- Az év kommunikációs vagy PR kampánya influencer menedzsment kategóriában: Petfluencerek az örökbefogadásért kampány – Stevie Awards, bronz díj
- Márkázott videós tartalmak kategóriában: Idősek Online dokumentumfilm-sorozat – Online Video Audio Award (OVA), arany díj

2022:
- MasterCard Az év bankja:
  - Az év fiataloknak szóló programja – 2. hely
  - Az év Employer Branding aktivitása – 3. hely
- Hipnózis - CIB Babaaltató playlist - Zenei/audio streaming hirdetések - ezüst
- Content Marketing Award - CIB Babaaltató playlist - Pénzügyi szolgáltatások - arany
- Content Marketing Award - CIB Babaaltató playlist - Márka által létrehozott egyéb tartalom a közösségi médiában - bronz
- Arany Penge - CIB Babaaltató playlist - Social hirdetések - arany
- Arany Penge - CIB Babaaltató playlist - Audio megoldások - bronz
- Business Superbrand 2022 - CIB Bank üzleti és márkatevékenysége
- VISA Award - Online fizetések - arany
- Effekt 2030 - Ukrajnai háborús helyzetre adott humanitárius válaszok - Példamutató munkáltató - első helyezés
- HRKOMM - Chief Hybrid Officer, a virtuális igazgatósági tag - Az év belső kommunikácós print design megoldása
- Családbarát Vállalat 2022
- Szerethető Munkahely Díj 2022
- Családbarát Munkahely tanúsító védjegy 2022-2023
- Prizma PR díj:
  - CIB Babaaltató playlist - Közösségi megoldások - arany
  - TikTok effekt - Közösségi megoldások - ezüst
  - CIB Babaaltató playlist - Pénzügyi szolgáltatások - ezüst
  - Ez nem a Mátrix: NEO projekt - Belső kommunikáció - ezüst

2023:
- Effie Awards – ECO ForYou diákszámla TikTok effekt - branded content kategóriában - bronz
- Effie Awards – ECO ForYou diákszámla – integrált kampány, pénzügyi szolgáltatások (bank, biztosító) kategóriában – ezüst
- VISA Award: mobil fizetések kategória - első helyezés
- Az Év Családbarát Nagyvállalata 2023
- Euromoney Magazine - Magyarország Legjobb Bankja Sokszínűség és Bevonás kategóriában
- IPRA Golden World Award - CIB Babaaltató playlist - Pénzügyi szolgáltatások - arany
- Content Marketing Award - CIB Eco ForYou kampány és TikTok effekt - Pénzügyi szolgáltatások – arany
- Content Marketing Award - CIB Eco ForYou kampány és TikTok effekt - Márka által létrehozott egyéb tartalom a közösségi médiában – bronz
- HR Best - CIB Bank hibrid (személyes és digitális) munkavégzésre való áttérését elősegítő HR megoldások – ezüst
- Business Superbrands 2023
- Az év 5. legsikeresebb kommunikációs megbízó vállalata - PR Toplista
- Családbarát Munkahely tanúsító védjegy 2022-2023

2024:
- MasterCard Az év bankja:
  - Az év könnyű és kényelmes bankolási élménye 2023 - 2. hely
  - Az év fiataloknak szóló programja 2023 - 3. helyezés
  - Az év kiberbiztonsági edukációs kampánya 2023 - 3. helyezés
- APEX PR Megbízói Toplista – 10. helyezés
- Green Leaders ESG Award – 3. hely – legjobban teljesítő vállalat az „S” social szempontú listán, és negyedik legjobban teljesítő vállalat az „E”, environment kategóriában

## Vezérigazgatók
- 1979–1989: Dr. Komár Lajos
- 1989–2002: Zdeborsky György
- 2002–2005: Farkas Ádám és Karvalits Ferenc
- 2005–2009: Török László
- 2009–2012: Tomas Spurny[1]
- 2012–2014: Fabrizio Centrone[2]
- 2014–: Simák Pál.[3]

## Az ISP csoport bankjai országonként
- Albánia (Intesa Sanpolo Bank)
- Bosznia-Hercegovina (Intesa Sanpolo Bank)
- Egyiptom (ALlexbank vagy Bank of Alexandria)
- Horvátország (Privredna Banka Zagreb)
- Magyarország (CIB Bank)
- Moldávia (Eximbank)
- Olaszország (Intesa Sanpaolo)
- Oroszország (Banca Intesa)
- Románia (Intesa Sanpolo Bank)
- Szerbia (Banca Intesa)
- Szlovákia (VÚB Banka)
- Szlovénia (Intesa Sanpolo Bank)
- Ukrajna (Pravex Bank)